# Linda Davis
Linda Kaye Davis (Dodson, 26 novembre 1962) è una cantante statunitense.

## Biografia
Nel corso della sua carriera Linda Davis ha accumulato tre ingressi nella Top Country Albums e quattordici nella Hot Country Songs. La sua più grande hit è stata Does He Love You, un duetto con Reba McEntire pubblicato nel 1993 che ha fruttato alla cantate, oltre ad una numero uno nelle classifiche country nordamericane e canadesi, un disco d'oro dalla RIAA. Nel 2009 è stata introdotta nella Texas Country Music Hall of Fame mentre nel 2013, 2015 e 2017 è partita in tournée con Kenny Rogers.

## Discografia

### Album in studio
- 1991 – In a Different Light
- 1992 – Linda Davis
- 1994 – Shoot for the Moon
- 1996 – Some Things Are Meant to Be
- 1998 – I'm Yours
- 2003 – Family Christmas (con Hillary Scott e Lang Scott)
- 2004 – I Have Arrived
- 2007 – Young at Heart

### Singoli
- 1988 – All the Good Ones Are Taken
- 1989 – Back in the Swing Again
- 1989 – Weak Nights
- 1991 – In a Different Light
- 1991 – Some Kinda Woman
- 1991 – Three Way Tie
- 1992 – There's Something 'Bout Loving You
- 1992 – He Isn't My Affair Anymore
- 1993 – Does He Love You (con Reba McEntire)
- 1994 – Company Time
- 1994 – Love Didn't Do It
- 1995 – Some Things Are Meant to Be
- 1996 – A Love Story in the Making
- 1996 – Walk Away
- 1998 – I Wanna Remember This
- 1999 – I'm Yours
- 2000 – From the Inside Out